# Stimolazione orale dei capezzoli

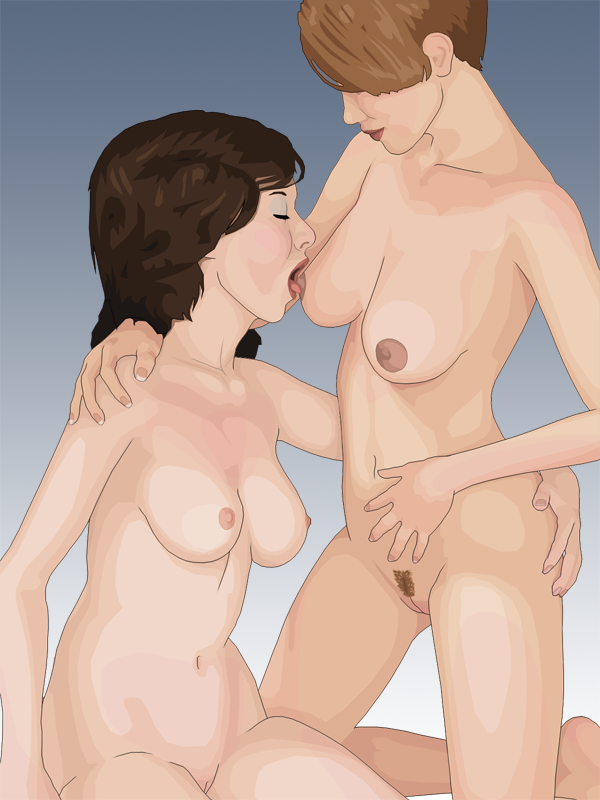
Stimolazione orale dei capezzoli tra due donne

La stimolazione orale dei capezzoli è una pratica che include diverse azioni: leccare o succhiare il capezzolo, leccare l'areola circostante, o, in alternativa, mordicchiare il capezzolo stesso. 

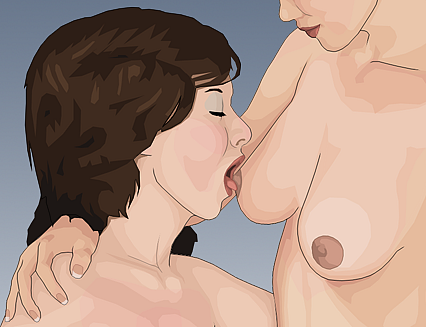
Stimolazione dei capezzoli

Questa pratica, che evoca l'età neonatale, quando la madre allatta il figlio alla mammella, aumenta l'eccitazione nei partner. 
Questo tipo di stimolazione viene fatta sia sui capezzoli di un uomo che su quelli di una donna. Può essere un elemento della masturbazione sia negli uomini che nelle donne.
La pratica non comporta rischi di malattie infettive. Nel caso di morsi può comportare ferite e, in casi estremi, malformazioni.